# 湯川盛夫
湯川 盛夫（ゆかわ もりお、1908年2月23日 - 1988年3月16日）は、日本の外交官。

## 略歴・人物
石川県出身。湯川宗理の子。
旧制室蘭中学、第一高等学校を経て、1933年3月、東京帝国大学法学部卒業。大学在学中の1932年10月、高等試験外交科及び行政科試験に合格。
1933年外務省に入省、英国、スイス在勤を経て帰国後に通商局へ配属される。戦前から経済畑が長く、商工省、企画院、経済安定本部等への出向も経験している。なお、第二次世界大戦中には、海軍司政官、条約局第一課長の経験がある。
1951年には国際経済局長（のち改組により経済局長）、1952年在フランス日本国大使館参事官を経て、1954年に帰国し国際協力局長を務め、及び1955年には再び経済局長に就いた。
1957年には駐フィリピン特命全権大使として派遣された。1961年に本省に戻り官房長を務めた後、1963年から駐ベルギー特命全権大使に就任した。1968年には駐イギリス特命全権大使に転じ、1972年までその任にあった。
同年に外務省を退官後、翌1973年から1979年まで、式部官長を務めた。1978年勲一等瑞宝章受章。1988年叙正三位。
『天皇・嵐の中の五十年　矢次一夫対談集』（原書房、1981年）に、式部官長での対談が収録されている。

## 同期
- 青木盛夫（駐ジュネーブ国際機関日本政府代表部大使・駐南ベトナム大使）
- 伊吹幸隆
- 糸賀篤　（中国・イタリア）
- 稲垣太郎
- 牛場信彦（対外経済担当大臣、70年駐米大使・67年外務事務次官・外務審議官・61年駐カナダ大使）
- 小川清四郎（65年駐バチカン大使）
- 甲斐文比古（70年駐西独大使・67年駐オーストラリア大使・64年駐マレーシア大使）
- 勝野康助（66年駐ポルトガル大使・62年駐ノルウェー大使・60年駐セイロン大使・58年法務省入国管理局長）
- 黒田音四郎（63年駐レバノン大使兼ヨルダン大使・60年駐ギリシャ大使・57年駐パラグアイ全権公使）
- 田中三夫
- 千葉皓（67年駐ブラジル大使・65年駐オーストラリア大使・60年駐イラン大使・57年駐メキシコ大使）
- 寺岡洪平（58年駐イラン大使・57年駐ペルー大使）
- 中川融（70年国連大使・65年駐ソ連大使・64年駐イタリア大使・60年外務省条約局長・53年外務省アジア局長）
- 林馨（60年駐メキシコ大使・58年駐マレーシア大使）
- 箕輪三郎